# كونور هولمز
كونور هولمز (بالإنجليزية: Conor Holmes)‏ هو راكب الكنو أيرلندي، ولد في 21 مايو 1967.

## وصلات خارجية
- كونور هولمز على موقع أوليمبيديا (الإنجليزية)